# Takahasi Cutomu
Takahasi Cutomu (高橋 ツトム; Hepburn: Takahashi Tsutomu; Tokió, 1965. szeptember 20. –) japán képregényalkotó.

## Pályafutása
Takahasi Cutomu 1987-ben tűnt fel az Afternoon magazin pályázatán. Kavagucsi Kaidzsi mangaka asszisztense lett, majd 1989-ben megjelent első saját mangája, a "Dzsiraisin" első része. A sorozat 1992-től 2000-ig futott az Afternoonban, és híressé tette szerzőjét. Időközben több rövid történetet is készített, köztük a magyarul is megjelent Élni című horrorsztorit.
Következő sorozatai a "Tecuvan Girl" és a "Sky High" voltak, 2005 óta pedig a "Sidooh" című történelmi mangán dolgozik. Az Élniből és a Sky High-ból film is készült, és Takahasi maga is rendezésre vállalkozott, amikor elkészítette az "Icsigo no kakera" című filmet. Ennek a főszereplője egy Icsigo Nekota nevű, sikertelen és alkoholista mangaka – ez egyben Takahasi írói álneve is.
Takahasi asszisztensei közé tartozott egy időben Nihei Cutomu is, aki éppen az ő tiszteletére vette fel a Cutomu keresztnevet.